# Horseshoe Bend (Arizona)

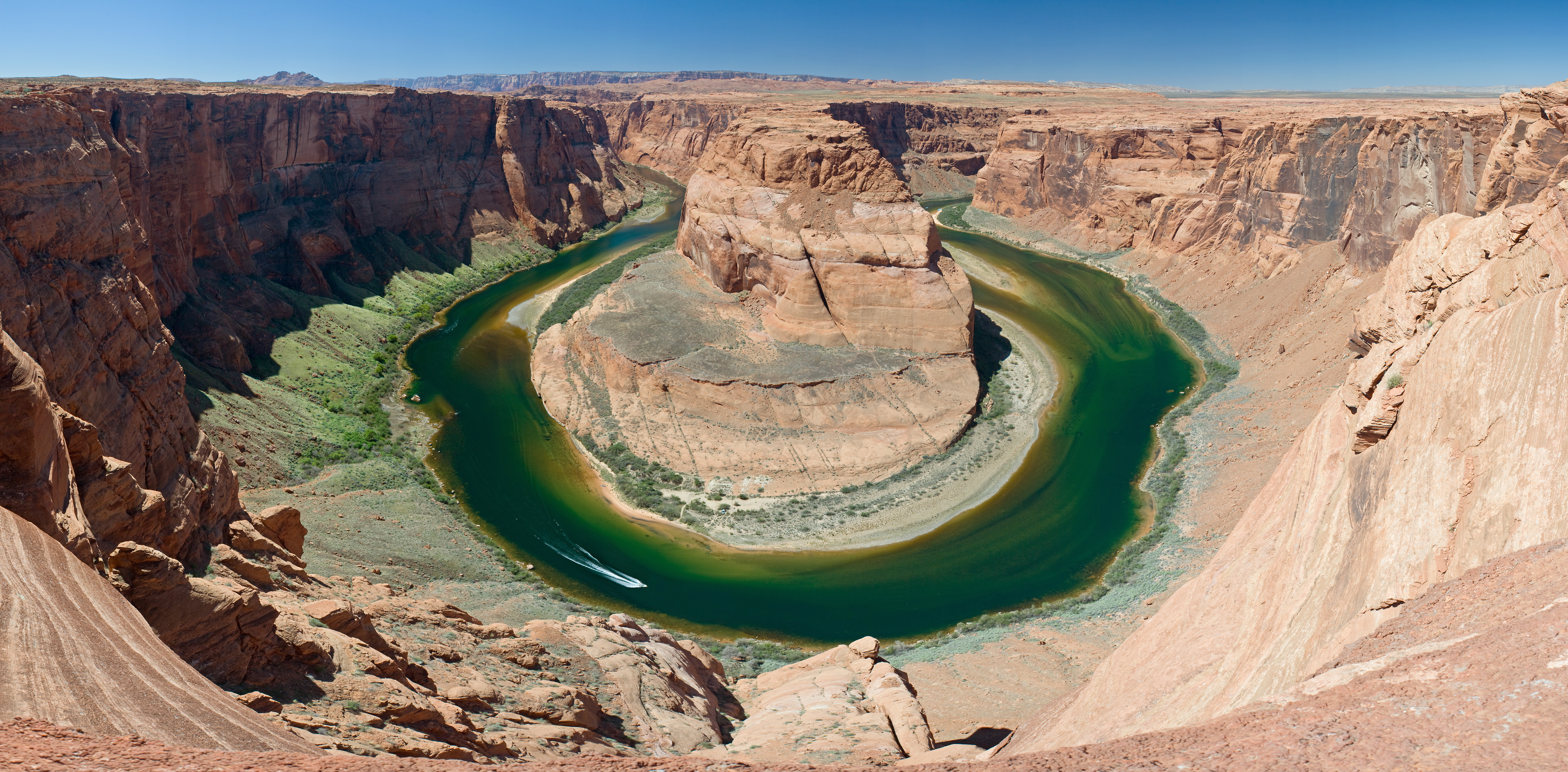
Meandrul Horseshoe Bend văzut dintr-un punct aflat la înălţime

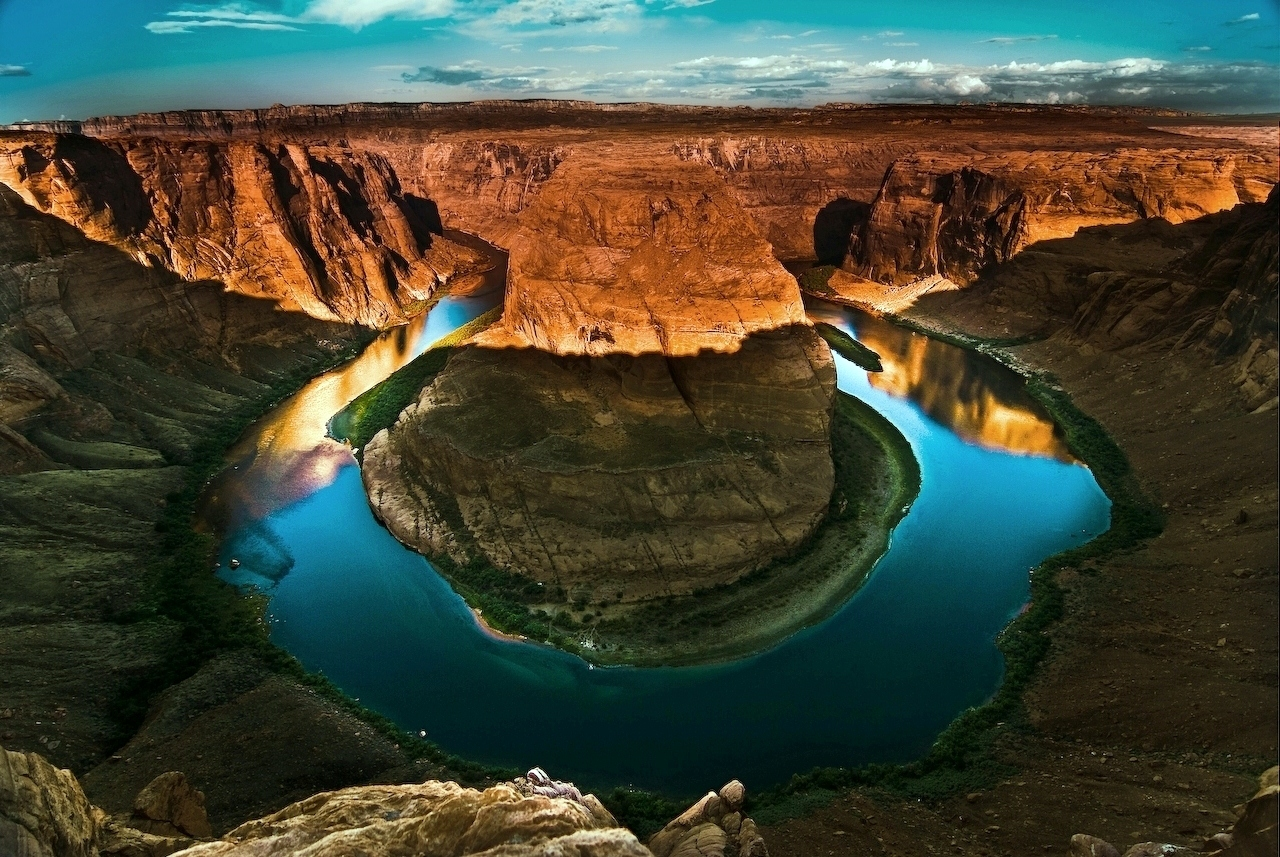
Horseshoe Bend la răsăritul soarelui

Horseshoe Bend (în română Cotul Potcoavei) este numele unui meandru în formă de potcoavă format de fluviul Colorado în apropierea orașului Page, comitatul Coconino, statul Arizona, din Statele Unite ale Americii. Parte a faimosului defileu numit Grand Canyon, cotul este cunoscut pe plan local sub numele de "King Bend" (în română Cotul Rege). Acesta este situat la mică distanță în aval de Barajul Glen Canyon și de Lacul Powell în perimetrul zonei Glen Canyon National Recreation Area, la aproximativ 6 km sud de Page. Accesibil de la o distanță de 1.2 km de la U.S. Highway 89, poate fi văzut de pe stâncile abrupte ale părții sudice a Podișului Colorado, cunoscută sub numele de The South Rim.